# Editoriale
L'editoriale è l'articolo di apertura di una pubblicazione periodica in cui il direttore o un giornalista molto esperto e conosciuto dal pubblico (una «grande firma») tratta un problema o un fatto di rilevante attualità. Molti giornali hanno un corpo di editorialisti.
Nella tradizione giornalistica italiana, l'articolo di apertura di un quotidiano prende invece il nome di articolo di fondo.

## Classificazioni
Un editoriale contiene il punto di vista di un giornalista su un argomento specifico. Ma ciò è vero solo in astratto. 
In pratica, gli editoriali rappresentano il punto di vista della redazione del giornale e/o dei suoi redattori.

Gli editoriali si possono classificare come segue, a seconda del tipo di pubblicazione:
- giornale indipendente: è lo spazio di libertà all'interno del quale una grande firma, nota ai lettori nel suo campo (politico, economico, artistico, ecc.), esprime il proprio particolare punto di vista;
- giornale d'opinione o di tendenza: l'editoriale, scritto dal direttore o da altri autorevoli esponenti della redazione, esprime la linea (politica, culturale o economica) della testata stessa.

## Differenza dall'ingleseeditorial
In italiano il termine ha un significato diverso rispetto al vocabolo inglese editorial. Editor, che significa "curatore" è un termine che abbraccia un vasto campo di attività, dalla stampa professionistica al giornale locale. In particolare, nei piccoli giornali il lavoro di compilazione e messa in pagina degli articoli è compiuto da una sola persona. L'articolo di apertura di tali pubblicazioni è denominato "lettera del curatore" (letter from the editor). Per quanto riguarda la grande stampa, i giornali inglesi offrono ai lettori una pluralità di interventi, sempre firmati. I pezzi che compaiono in apertura (e che quindi rappresentano la linea della testata) sono detti editorial, sia che vengano scritti dal direttore oppure da un'autorevole firma.
In italiano, invece, il termine ha sempre avuto un significato di prestigio. Il termine apparve dapprima nella stampa periodica. L'editoriale era l'articolo domenicale in cui il direttore di una rivista (oppure un'altra firma da lui scelta) commentava gli eventi più importanti accaduti nell'ultima settimana. Nel XX secolo il termine è stato adottato anche dalla stampa quotidiana.

## Struttura degli editoriali
La maggior parte degli editoriali assume la forma di un breve saggio: il pezzo contiene le argomentazioni che fanno da supporto al punto di vista dell'estensore. Normalmente, l'articolo non è accompagnato da fotografie; ciò significa che il contenuto degli editoriali è percepito come sufficientemente forte. A discrezione del direttore, il giornale può pubblicare, uno di fianco all'altro, due editoriali sullo stesso argomento che contengano due tesi contrapposte, per promuovere l'equilibrio della testata e favorire la discussione tra i lettori.
Un'altra caratteristica dell'editoriale: solitamente l'autore non si esprime in prima persona. Questa è una delle principali differenze rispetto ad altri tipi di scrittura giornalistica, come - ad esempio - l'opinione e la rubrica.

## Op-ed
Nel giornalismo anglosassone si indica con questo termine un singolo articolo, o una raccolta di articoli, pubblicati su un giornale 
a firma di opinionisti esterni alla redazione. I contenuti del pezzo non sono necessariamente in linea con le tendenze del giornale stesso ed eventualmente possono essere in qualche misura in disaccordo.
Il nome deriva dalla locuzione opposite the editorial page, essendo la pagina interna del giornale prospiciente la pagina degli editoriali, ossia di quei commenti, spesso non firmati, che esprimono direttamente il pensiero del comitato editoriale del giornale; infatti è proprio su questa pagina che di solito, nella tradizione anglosassone, erano e sono tuttora pubblicati i commenti degli ospiti.